# Sasa hubeiensis
Sasa hubeiensis là một loài thực vật có hoa trong họ Hòa thảo. Loài này được (C.H.Hu) C.H.Hu miêu tả khoa học đầu tiên năm 1985.